# Адам Гуска
Адам Гуска (словац. Adam Húska; 12 травня 1997, Зволен, Словаччина) — словацький хокеїст, воротар. Виступає за «Лугано» в НЛА. 
Виступав за команди «Грін-Бей Гемблерс» (ХЛСШ), «Гартфорд Вулф Пек» (АХЛ), «Мен Марінерс», «Зволен», «Нью-Йорк Рейнджерс», «Торпедо».
У складі юніорської збірної Словаччини учасник чемпіонатів світу 2014 і 2015.
В чемпіонатах НХЛ — 1 матч.
Виступав за національну збірну на чемпіонатах світу 2021 та 2022.